# Piccolo (Dragon Ball)
Piccolo (ピッコロ, Pikkoro) é um personagem fictício da franquia Dragon Ball, de Akira Toriyama. Piccolo faz sua primeira aparição como a reencarnação do vilão Piccolo Daimaoh no capítulo 167 do mangá, O problema no Tenkaichi Budokai (波乱の天下一武道会, Haran no Tenkaichi Budōkai) publicado originalmente em 1988 na revista Weekly Shonen Jump, fazendo dele um demônio e rival do protagonista da série, Goku. Porém, mais tarde se revela que ele descende da raça alien Namekuseijin. Piccolo é tratado como sendo do sexo masculino, mas como é um Namekuseijin, na verdade não tem sexo. Após ser derrotado por Goku, ele se une ao mesmo para conseguir derrotar novas ameaças. Ele também treina o primeiro filho de Goku, Gohan, e forma uma ligação muito forte com o garoto.

## Criação e concepção
Piccolo foi criado por Akira Toriyama quando ele queria um antagonista que fosse um verdadeiro personagem maligno. Antes da sua criação, quase todos os vilões da série eram considerados muito adoráveis. Quando Piccolo foi criado, Toriyama percebeu que sua aparição se transformou em um dos momentos mais interessantes da história e ele se tornou um de seus personagens favoritos. Apesar de que Akira considerava clichê a transformação de um vilão em herói, ele comentou que ainda se sentia emocionado ao desenhar Piccolo pois apesar de sua cara assustadora, ele se tornou uma criatura bastante simpática.
Piccolo surgiu dos desenhos que Akira fazia de humanos mas depois foi planejado para ser um demônio. Quando o protagonista Goku se tornou o homem mais forte da Terra, Toriyama decidiu criar personagens de outros planetas e a Piccolo foi estabelecido como um Namekuseijin.

## História

### Dragon Ball
Filho de Piccolo Daimaoh, assim como seu pai, seu sonho era dominar o mundo. Piccolo treinou sozinho durante três anos, quando ocorreu o 23° Torneio de Artes Marciais, pois desejava muito matar Goku, por este ter matado seu pai.  No torneio, Piccolo luta com Kuririn e vence facilmente. Então, é colocado para lutar com Kami Sama, que utiliza o Mafuba (魔封波, Mafū-ba), porém Piccolo o reverte e com isso, consegue prender o deus da Terra. Na luta final, Piccolo enfrenta Goku, no maior combate visto durante a Saga Dragon Ball. Depois de uma batalha incrível, Goku vence Piccolo e para a surpresa de todos, não o mata.

### Dragon Ball Z
Aproximadamente cinco anos depois, Raditz chega a Terra e luta contra Goku e Piccolo, que se juntam para detê-lo. Após terem tido várias dificuldades no começo da luta, Piccolo derrota Raditz com a técnica Makankosappo. Porém Goku morre junto, já que este se sacrifica para poderem vencer Raditz. Piccolo ainda detestava muito Goku, a ponto de pensar ter tido um lucro com a morte dos dois Saiyajins. Depois disso, Piccolo passa a treinar Gohan (vendo seu imenso potencial) para lutar contra os outros dois Saiyajins que chegarão a Terra em um ano. Em meio a luta contra Nappa, Piccolo se sacrifica para proteger Gohan de um ataque e consequentemente morre. Junto com ele, Kami Sama também falece.
Depois de morto, Piccolo parte junto com Chaos, Tenshinhan e Yamcha para o planeta do Senhor Kaiô do Norte. Pouco antes da luta final contra Freeza, Piccolo e Kami Sama ressuscitam com a ajuda de Porunga, o equivalente de Shen Long em Namekusei. Em seu planeta natal, Piccolo se fundiu com Nail, um guerreiro Namekuseijin que se encontrava à beira da morte depois de uma luta contra Freeza. Dessa forma, Piccolo pôde aumentar enormemente seus poderes e assim conseguiu lutar de igual para igual contra Freeza em sua segunda forma. Porém, quando o Imperador do Universo passou para a terceira forma, Piccolo foi vencido. Eventualmente, ele é transportado para a Terra junto com os outros, restando apenas Goku e Freeza em Namekusei. Após Goku derrotar Freeza e conseguir escapar de Namekusei, o planeta explode. Os Namekuseijins se mudam para um novo planeta, mas Piccolo decide continuar vivendo na Terra.
Algum tempo depois, Piccolo passa a treinar com Goku e Gohan para enfrentarem os Androides do Exército Red Ribbon, após o aviso do jovem Trunks, que veio do futuro. Após ter vencido o Dr. Maki Gero, Piccolo acaba sendo derrotado pelos Androides 17 e 18. Sem alternativas, Piccolo busca seu último recurso para aumentar ainda mais o seu poder e assim, volta a se fundir com Kami Sama, se tornando um só. Com isso, o Super Namekuseijin se torna o mais forte dos Guerreiros Z, durante um tempo. Depois de se fundir com Kami, Piccolo enfrenta Cell em sua primeira forma, mas ele consegue escapar. Alguns dias depois, Piccolo encontra os Androides e começa a lutar de igual para igual com o Nº 17. Porém em meio a luta contra 17, Cell surge ainda mais poderoso, após absorver a energia vital de muitas pessoas e derrota Piccolo facilmente. Posteriormente, ele é obrigado a participar dos Jogos de Cell e assim, treina na Sala do Tempo e luta contra um de seus Cells Jrs., que é morto por Gohan.
Sete anos após a derrota de Cell, Piccolo participa do 25º Torneio de Artes Marciais, onde é derrotado por Kaioshin. Posteriormente, os Guerreiros Z se unem à Kaiohshin para enfrentarem Babidi. Em meio à batalha, Piccolo acaba sendo transformado em pedra por Dabura. Depois de ser libertado após a morte de Dabura, Piccolo quase mata Babidi. Depois disso, ele passa a treinar Goten e Trunks para que eles dominassem a Fusão a fim de lutarem contra Majin Boo. Entretanto, Piccolo é absorvido pelo demônio, mas rapidamente libertado por Goku e Vegeta. No entanto, acaba sendo morto junto com Gohan, Trunks e Goten, após Boo destruir a Terra, sendo revivido por Porunga. Piccolo então, entrega as suas energias à Goku para que ele completasse a Super Genki Dama e destruísse Boo. Dez anos depois, Piccolo assiste o novo Torneio de Artes Marcias, onde vê Goku partindo com a reencarnação de Majin Boo, um garoto chamado Oob, para treiná-lo.

### Dragon Ball Super
Em Dragon Ball Super, que se passa entre a derrota de Majin Boo e o epílogo do mangá, Piccolo começa a repreender Gohan por ter parado de lutar após se casar com Videl. Entretanto, ele ajuda o casal a tomar conta de sua filha, Pan. Quando a Terra é visitada por Bills, o deus da destruição, e seu atendente Whis, Piccolo e os demais guerreiros enfrentam Bills quando este se irrita e ameaça destruir o planeta. Meses depois, Freeza é ressuscitado por seus servos remanescentes. Piccolo e os outros derrotam seu exército, mas a luta termina com Piccolo morrendo mais uma vez para proteger Gohan de um golpe de Freeza. Ressuscitado pelas Esferas de Namekusei, Piccolo começa a treinar Gohan novamente. O treinamento é interrompido quando Bills recruta Piccolo para representar o sétimo universo em um torneio contra os guerreiros de Champa, o deus da destruição do sexto universo. Durante o torneio, Piccolo luta contra o guerreiro Frost. Apesar de Frost ser eliminado por trapacear, Piccolo permite que ele permaneça no torneio para que Vegeta pudesse enfrentá-lo. Em seguida o Trunks do futuro retorna ao passado enquanto era perseguido por Goku Black. Conforme a luta contra Black se revela como um plano para eliminar todos os mortais criado por Zamasu, um Kaioh do décimo universo que havia se tornado imortal, Piccolo sugere o uso do Mafuba (魔封波, Mafū-ba) para derrotar Zamasu. Apesar de não conseguir ensinar a técnica para Goku, ele é capaz de ensinar o Trunks do futuro através de uma gravação feita por Bulma.
Piccolo permanece treinando com Gohan até que Zen-Oh, o rei dos deuses, decide realizar um torneio multiversal, o Torneio do Poder, para julgar os universos e decidir quais ainda são dignos de existir. Em preparação para o novo torneio, Piccolo intensifica o treinamento de Gohan e é capaz de fazê-lo retomar todos os seus poderes, mas acredita que ele ainda consegue ir além. Durante o torneio em si, Piccolo e outros representantes do sétimo universo seguem as instruções de Gohan, o capitão da equipe, para garantir que sobrevivam em uma arena de oitenta lutadores. Ele permanece junto de Gohan por quase todo o torneio e juntos eles conseguem eliminar os últimos lutadores do décimo universo. Posteriormente, a dupla conhece dois namekuseijins do sexto universo, Pirina e Saonel. Inicialmente intimidado pelo fato de que seus oponentes absorveram dezenas de outros namekuseijins em preparação para o torneio, Piccolo consegue se manter na luta e derruba os dois da arena com a ajuda de Gohan. Entretanto, ele é empurrado para fora da arena enquanto enfrentava oponentes camuflados do quarto universo.

### Em outras mídias

Piccolo e Zoro em Cross Epoch

Em Dragon Ball GT, Piccolo luta contra Gohan, que estava possuído por Baby. Após Baby se apoderar do corpo de Gohan, Piccolo aparece para resgatar Goten e lança um Makankosappo contra Baby mas este em seguida lança um Kamehameha contra Piccolo e o derrota. Após Goku vencer Baby no planeta Tsufuro, a Terra começou a apresentar avarias pois as esferas do dragão mais poderosas não tinham sido colocadas de volta na Plataforma Celeste e estavam espalhadas por todo o universo pois Baby a usou para criar o Planeta Tsufuro. Como não dava tempo de reuni-las novamente, decidiram que o melhor modo seria salvar todos os seres vivos da Terra levando-os ao novo planeta. Quando a Terra começa a se autodestruir, Piccolo decide ficar para trás e morre junto com a explosão, para garantir que as Esferas de Estrelas Negras fossem destruídas para sempre, sabendo que elas foram criadas ha muito tempo por Kami-sama antes de se separar de Piccolo e este seria o único modo de mantê-las desativadas. Após estes eventos, a outra aparição de Piccolo foi na segunda parte de DBGT, no Outro Mundo, quando ele destrói o Paraíso para que seja enviado ao inferno e possa libertar Goku que ficou preso por uma armadilha do Doutor Maki Gero e do Doutor Mill. Piccolo permanece no Inferno para sempre. Durante o episódio final, Goku, após derrotar todos os Dragões Malignos, aparece no Inferno para se despedir de Piccolo e ambos trocam um aperto de mãos, quando Goku agradece o velho amigo por tudo que fez por ele em toda sua vida.
Por ser um personagem principal, Piccolo está presente em todos os jogos de Dragon Ball Z, apesar de aparecer em poucos de Dragon Ball. Em grande parte ele possui as transformações "Unido com Nail" e "Unido com Kami-Sama". Ele também é um personagem jogável em Battle Stadium D.O.N, Jump Super Stars e Jump Ultimate Stars. No crossover Cross Epoch, de Akira Toriyama e Eiichiro Oda, Piccolo se torna um espadachim e se une a Roronoa Zoro para lutar contra Pilaf e Buggy. Ainda dentro da série, Piccolo aparece em diversos filmes tendo destaque em Dragon Ball Z: Return My Gohan!!, Dragon Ball Z: Super Saiyajin Son Goku e Dragon Ball Z: A Batalha dos Dois Mundos. Também possui uma grande participação no OVA Dragon Ball Z: O Plano para Erradicar os Saiyajins enfrentando guerreiros fantasmas. No live-action Dragonball Evolution, Piccolo e seu pai são um único ser chamado Lorde Piccolo, interpretado por James Marsters. Em Dragon Ball Z: O Homem Mais Forte do Mundo, Gohan faz para Piccolo uma música chamada Piccolo-san Daisuki onde o garoto mostra o quanto Piccolo é importante para ele. Na canção Kuchibue No Kimochi, Gohan assobia alegremente enquanto Piccolo, que está sofrendo devido a sua sensível audição, tenta fazê-lo parar. Ele também é citado na música "Goku" de Soulja Boy Tell 'Em.
Apesar de não utilizarem a técnica, Piccolo e Kuririn sabem realizar a Fusão. Isso levou Toriyama a criar em 1995, para a revista Weekly Shônen Jump, uma fusão hipotética entre os dois chamada Piririn. Em 2004, Piccolo apareceu no curta-metragem Kyūtai Panic Adventure Returns! (球体パニックアドベンチャーリターンズ!, Kyūtai Panikku Adobenchā Ritānzu!, lit. O Retorno da Aventura da Orb do Pânico!). Ele é um dos sete personagens que reunem as Esferas do Dragão para reconstruir a cidade de Odaiba que foi atacada por Enel. Piccolo também já apareceu estampado em latas de café vendidos pela empresa japonesa Pokka. O episódio "Chicken Ball Z" de As Terríveis Aventuras de Billy e Mandy é uma paródia da luta entre Goku e Piccolo. Nesse episódio, Mandy e Billy, respectivamente como Piccolo e Goku, se enfrentam em um torneio de artes marciais. Outra paródia dessa luta apareceu no filme A Caçada dos Padrinhos Mágicos. Em uma das cenas finais do filme, Timmy e Vicky se enfrentam em um torneio de luta. Vicky representava Piccolo.
O personagem Díscolo do mangá Dragon Fall é uma paródia de Piccolo.

## Habilidades
Piccolo demonstra diversas habilidades durante a série. Graças à sua fisiologia Namekuseijin, Piccolo é capaz de expandir seus braços, se locomover em velocidades maiores do que o olho pode ver e regenerar membros amputados de seu corpo desde que sua cabeça fica inteira, além de possuir força e audição sobrehumanas. A técnica Chōkyoshinjutsu (超巨身術, "Técnica de Aumento de Corpo") lhe permite aumentar seu tamanho até alcançar a altura de montanhas. Ele também é capaz de conjurar objetos, como sua capa e turbante, além de uma espada. As habilidades psiônicas de Piccolo incluem o dom de se comunicar telepaticamente, ler mentes e fazer contato mental com outros. Ademais, Piccolo possui a habilidade natural de se fundir com outros Namekuseijins.
Assim como outros personagens em Dragon Ball, Piccolo possui a habilidade de voar através da técnica Bukû-jutsu (舞空術, "Técnica de Dança no Céu"). Ele possui ainda um ataque chamado Bakurikimaha (爆裂魔波, "Onda Explosiva Demoníaca"), disparado com uma de suas mãos apoiada na outra . Um dos ataques mais poderosos de Piccolo é o Makankosappo (魔貫光殺砲). Diferente da maioria dos ataques energéticos de Dragon Ball, o Makankosappo perfura seu alvo ao invés de explodir. Ele também é capaz de usar a técnica Masenko (魔閃光, Masenkō, "Brilho Demoníaco"), e a ensina ao seu pupilo Gohan. Apesar de não possuir uma "derradeira técnica", esse título geralmente é associado ao Renzoku Sen Kōdan (連続閃光弾, "Zona de Granadas Infernais"), que envolve disparar inúmeras orbes de energia ao redor do oponente. Piccolo, em seguida, fecha sua mão esquerda fazendo com que todas as orbes atinjam o alvo ao mesmo tempo. Ele também é capaz de disparar várias esferas de Ki ao mesmo tempo por suas mãos. Outro de seus golpes é o Gekiretsu Kōdan (激裂光弾, "Granada de Luz Violenta"). Ele coloca suas mãos em frente ao seu peitoral e consentra uma esfera de energia condensada que, ao atingir seu alvo, explode como uma grande onda. Uma de suas técnicas menos utilizadas é a capacidade de disparar raios por seus olhos e por suas antenas.

## Dubladores
Na versão original japonesa do anime e em todas as outras mídias, Piccolo foi dublado por Toshio Furukawa, com exceção de sua forma inicial como menino recém-nascido que foi feita por Hiromi Tsuru. Furukawa, que até esse ponto tinha dublado principalmente personagens felizes com vozes mais leves e disse que conseguiu o papel porque havia declarado em entrevistas, que na época pretendia interpretar um vilão.  Quando perguntado se o trabalho de Takeshi Aono como Piccolo Daimao o influenciou quando dublou o Piccolo Jr., Furukawa respondeu que por Piccolo Daimao ser impulsivo, inicialmente, ele desempenharia o seu papel como um ser enérgico em torno dos dezoito anos de idade e mais tarde, o imaginava perto dos trinta anos, em Dragon Ball Z. Quando reprisou a voz em Dragon Ball Super, Furukawa disse que Piccolo se tornou o seu personagem favorito dentre todos os seus trabalhos.
No Brasil, Piccolo foi dublado inicialmente por Leonardo Camilo em Dragon Ball Z, sendo substituído por Luiz Antônio Lobue que também dublou em Dragon Ball, Dragon Ball GT e Dragon Ball Super. Vagner Santos dublou o personagem em Dragon Ball Kai.
Em Portugal, Piccolo ganhou as vozes de Henrique Feist em Dragon Ball, João Loy em Dragon Ball Z (ep. 1 ao 133); Dragon Ball GT e Dragon Ball Super e Vítor Rocha, em Dragon Ball Z (ep. 134 ao 291).

## Recepção
Piccolo recebeu muitas críticas positivas por publicadores de várias mídias e tem sido muito bem recebido. Ele ficou em 5º em duas pesquisas oficiais de popularidade da Shonen Jump sobre os personagens de Dragon Ball. Na lista "Melhor Alienígena nos Quadrinhos", realizada pelo site UGO.com, Piccolo se classificou 41º em um total de 50. Chris Beveridge do Mania Entertainment elogiou Piccolo pelo seu desenvolvimento em Dragon Ball Z como uma das partes mais importantes da série, notando especialmente seu rigoroso treinamento com Gohan. Ele também comentou que considera sua luta com Goku muito desequilibrada devido ao grande número de técnicas que ele utilizou, em contraste com Goku. Entretanto, ele acha a luta muito interessante apesar de ter uma longa duração. Uma escritora do About.com comentou que considera Piccolo um dos guerreiros mais fortes do universo apesar de que ele possui algumas fraquezas que o atrapalham durante uma batalha, a maior delas sendo o seu grande afeto por Gohan. O mesmo site também o classificou como um dos sete heróis principais de Dragon Ball Z. Enquanto revisava os episódios 1 a 14 de Pretty Cure, o site Anime News Network caracterizou um dos vilôes (Ilkubo) como "uma versão descolorida de Piccolo".
Luiz Antônio Lobue, o dublador brasileiro de sua segunda voz, revelou que o momento mais marcante em seu trabalho como Piccolo foi quando ele se fundiu com Kami-Sama. Ele também comentou: "pelo que percebi, depois dessa fusão ele começou a falar mais, por que ele só brigava, nunca falava". O ator James Marsters fez o seguinte comentário sobre Piccolo: "Quando eu penso nele, a palavra que me vem é 'solidão'. Piccolo está sempre flutuando no ar diante de uma bela paisagem, mas ele nunca chega a admirar essa paisagem. Ele se odeia e culpa as pessoas que o aprisionaram. Ele deseja matar não só essas pessoas, também seus familiares, suas cidades, seus planetas. Vingança é tudo para ele". Shingo Katori, membro do grupo musical SMAP, comentou em uma entrevista que adorava ler Dragon Ball e Piccolo é seu personagem favorito. Piccolo também apareceu em três pesquisas Anime Grand Prix. Em todas ele entrou no ranking de "Melhor Personagem Masculino", classificando-se, respectivamente, em 8º, 17º e 19º. Dentre todos os personagens que já criou, Akira Toriyama considera Piccolo o seu preferido por "ter uma cara de mau e ao mesmo tempo ser tão legal".